# Diplazium glingense
Diplazium glingense är en majbräkenväxtart som först beskrevs av Ren-Chang Ching och Y.X.Lin och som fick sitt nu gällande namn av Z.R.He.
Diplazium glingense ingår i släktet Diplazium och familjen Athyriaceae. Inga underarter finns listade i Catalogue of Life.